# Brockman (dopływ Calder)
Brockman – rzeka w Australii, w stanie Australia Zachodnia, w zachodniej części wyżyny Kimberley. Ma 14,5 km długości. Uchodzi do rzeki Calder. Nazwa rzeki była w lokalnym użyciu już w 1941 roku i upamiętnia geodetę Fredericka Slade’a Brockmana, który w 1901 roku prowadził ekspedycję badawczą North West Kimberley Exploring Expedition.